# Округ Сан Саба (Тексас)
Округ Сан Саба (енгл. San Saba County) је округ у америчкој савезној држави Тексас. По попису из 2010. године број становника је 6.131.

## Демографија
Према попису становништва из 2010. у округу је живело 6.131 становника, што је 55 (0,9%) становника мање него 2000. године.
| Група             | 2000.         | 2010.         |
| Белци             | 4.622 (74,7%) | 4.135 (67,4%) |
| Афроамериканци    | 169 (2,7%)    | 204 (3,3%)    |
| Азијати           | 7 (0,1%)      | 13 (0,2%)     |
| Хиспаноамериканци | 1.333 (21,5%) | 1.715 (28,0%) |
| Укупно            | 6.186         | 6.131         |